# Екстремальні точки Антарктики
Це перелік екстремальних місць Антарктиди .

## Список
- Найвища гора Антарктиди — це пік Вінсон  масиву Вінсон, висотою 4892 метри (16,050 футів) н.р.м..
- Найнижча точка Антарктиди знаходиться під льодовиком Денмана, в 3,5 кілометрах (11 500 футів) п.р.м..[1]. Це також найнижче місце на Землі, не вкрите океаном (але вкрите льодовиком).
- Найнижчою доступною точкою в Антарктиді є берег Глибокого озера, Вестфолл-Хіллз, що в 50 м під рівнем моря.
- Найдальша від будь-якої морської берегової лінії точка , знаходиться тут 83°06′ пд. ш. 54°58′ сх. д. / 83.100° пд. ш. 54.967° сх. д.. Це Південний полюс недоступності[2].
- Антарктида — найпівденніша наземна маса на планеті Земля. Географічний Південний полюс розташований на Полярному плато 90°00′ пд. ш. 00°00′ зх. д. / 90.000° пд. ш. -0.000° сх. д..

Найпівденніше людське житло на Землі - це американська станція Амундсен-Скотт, що на Південному полюсі.
- Станція "Восток" є однією із найбільш ізольованих і важкодоступних дослідницьких баз на шостому континенті (див.77° пд. ш. 105° сх. д. / 77° пд. ш. 105° сх. д.). У тому ж районі, на глибині до 4 км, знайдено найпівденніше підльодовикове озеро в світі, Восток (озеро). Станцію було засновано під час РАЕ-1, силами колишнього СРСР. Всюдиходи "Харків'янка", винайдені і створені в Україні, зіграли ключову роль при створенні станції. Зараз станцією опікується Російська Федерація.
- Найпівденніший вулкан планети — Еребус — знаходиться в Антарктиді на острові Росса.
- Ймовірно, найпівденнішим островом є Беркнер, занурений у льодовик, і який знаходиться нижче рівня моря. Найпівденніший справжній острів — це, мабуть, Чорний острів, що в Архіпелазі Росс).
- Море Росса — найпівденніше море у світі. Один із його мисів (на узбережжі Гулд), біля підніжжя гори Горлик, знаходиться приблизно в 200 милях (320 км)) від Географічного Південного полюса. Частина моря Росса, а саме Китова бухта,78 ° 30'S, межує із льодовиковим шельфом Росса.
- Найпівнічніший край Антарктичного материка (без прибережних островів) є Прайм-Хед, на північній частині півострова Трініті на 63°12′48″ пд. ш. 57°18′08″ зх. д. / 63.21333° пд. ш. 57.30222° зх. д.. Антарктичний півострів є найбільшою суміжною частиною континенту, що виступає на північ від Антарктичного кола і, таким чином, має багато дослідницьких баз континенту. Prime Head — 609   ми (980   км) від мису Горн. Найпівнічнішою науковою базою на материку є база Есперанса.
- Точка є південною південним полюсом на 90° пд. ш. 0° сх. д. / 90° пд. ш. 0° сх. д.

## Інші крайнощі
- Хоча життєві форми тварин, таких як пінгвіни і тюлені, зустрічаються навколо берегової лінії Антарктики, однак єдині квітучі рослини континенту зустрічаються на північній частині Антарктичного півострова (див. Флору Антарктики).
- Найвища температура досі зафіксована в Антарктиді: 14,6 °C (58,3 °F) на станції Ванда (станція, що знаходиться під управлінням Нової Зеландії) 5 січня 1974 року.
- Найнижча температура досі зафіксована в Антарктиді: −93,2 °C (−135,8 °F) у внутрішніх просторах Антарктиди 10 серпня 2010 року. Рекордну температуру виявили вчені, що десятиліттями відслідковували кліматичні дані, отримані супутниками навколо орбіти Землі.[3] Однак попередній запис склав −89,2 °C (−128,6 °F) на станції Восток 21 липня 1983 р.,і сьогодні вона широко відома.
- Найвищі не-циклонні вітри коли-небудь зареєстровані на континенті були в затоці Співдружності (66°54′ пд. ш. 142°40′ сх. д. / 66.900° пд. ш. 142.667° сх. д.), що становить близько 248 кілометрів за годину. Вітри регулярно перевищують швидкість 200  км/год. Найшвидший вітер, який коли-небудь зафіксований, був на базі Белграно II — 351 км/год (218 миля/год).
- Антарктида має найнижчу середню кількість опадів у світі (нульова на Географічному Південному полюсі) і, таким чином, є найсухішим континентом у світі.
- Незважаючи на низьку середню кількість опадів, в Антарктиді є приблизно 70 % світової прісної води (а також 90 % світового льоду).